# Dark Horse (album George Harrison)
Dark Horse è il quinto album da solista di George Harrison, pubblicato nel 1974 dalla Apple Records.
L'album fu registrato in condizioni molto particolari. Harrison si era appena separato dalla moglie Pattie Boyd, che lo lasciò per l'amico Eric Clapton (Harrison proprio su questo album dedicherà ai due una versione riveduta e corretta di Bye Bye Love).
Nel frattempo il contratto con la Apple Records volgeva al termine. Harrison decise così di fondare la propria etichetta, la Dark Horse Records, che iniziò subito a pubblicare album di altri artisti. Dal 1976 (precisamente da Thirty-Three & 1/3) l'etichetta pubblicherà gli album solisti di George Harrison (distribuiti dalla Warner Bros. Records).
Inoltre, George aveva programmato un tour nordamericano per la fine del 1974. Decise quindi (in modo azzardato, secondo molti critici) di registrare di getto un album da promuovere durante il tour.
Lo stress e lo scarso tempo a disposizione fecero sì che l'album fosse completato molto in fretta, e che Harrison soffrisse di una forte laringite. Questo si rivelò particolarmente evidente nell'album, che presenta parti vocali molto stentate (tanto che alcuni critici ribattezzarono l'album "Dark Hoarse" - "Il rauco scuro").
Peggio ancora, la voce di Harrison non migliorò affatto durante il tour, che si rivelò uno dei più fallimentari della storia del rock. A Harrison furono rimproverati (oltre alla incerta voce) una sezione indiana e il rimaneggiamento di canzoni dei Beatles (in particolare la lennoniana In My Life mutò da «In my life I love you more» a «In my life I love God more»). Harrison rimase talmente scottato da questo insuccesso da non organizzare alcun tour fino a quello giapponese del 1992.
L'album è stato ristampato una prima volta su CD nel 1992, e nel 2014 un'edizione rimasterizzata di Dark Horse è stata inclusa nel cofanetto The Apple Years 1968-75.

## Storia

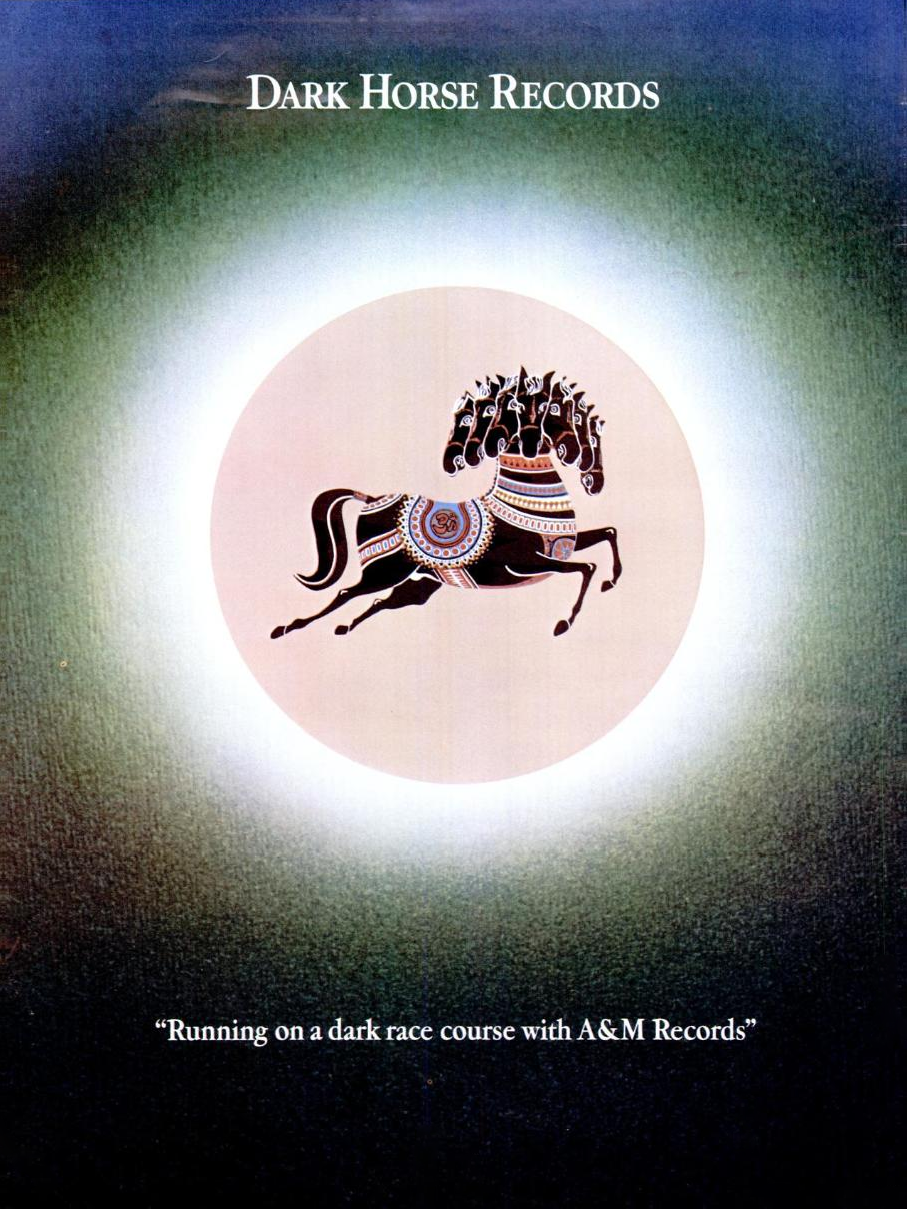
Annuncio pubblicitario della Dark Horse Records nel 1974.

Dark Horse, terzo album solista di Harrison ad essere pubblicato dopo lo scioglimento dei Beatles, giunse alla fine di un "cattivo anno domestico", come egli lo descrisse nella sua autobiografia I, Me, Mine del 1980. Dalla metà del 1973, il matrimonio con Pattie Boyd era in crisi totale, e Harrison si era rifugiato nel lavoro, lavorando soprattutto alle produzioni che sarebbero uscite per la sua nuova etichetta discografica, la Dark Horse Records, e cioè gli album di Ravi Shankar e di uno sconosciuto gruppo musicale chiamato Splinter. Anche problemi d'affari inerenti alla Apple Corps giunsero a una svolta nel 1973–74, poiché Harrison, John Lennon e Ringo Starr intentarono tutti e tre causa a Allen Klein, loro ex-manager ed alleato contro Paul McCartney (che aveva citato in giudizio gli ex compagni nel dicembre 1970 per dissolvere la società "Beatles"). La simultanea chiusura delle sussidiarie della Apple Corps lasciò in sospeso vari progetti musicali e cinematografici da lui curati, cosa che costrinse Harrison ad effettuare frequenti viaggi a Los Angeles per trovare un distributore per l'album Shankar Family & Friends, gran parte del quale era stato registrato in California nell'aprile 1973, e per il debutto discografico degli Splinter, The Place I Love. Altro progetto lasciato in sospeso fu quello del film Little Malcolm per la Apple Films del quale Harrison era produttore esecutivo e per il quale era alla ricerca di un distributore in Europa.
Nel medesimo periodo di stress, George aveva iniziato a bere molto ed era ritornato alle sue vecchie abitudini con le droghe. Alcuni biografi di Harrison hanno suggerito che questo suo graduale abbandono dello stile di vita "semi-ascetico" da lui promulgato nell'album Living in the Material World del 1973, fosse da imputarsi alla reazione di Harrison nei confronti dei commenti ironici e caustici dei mass media, soprattutto in Gran Bretagna, circa i testi religiosi e spirituali del disco, oltre che il riflesso della delusione per il fallimento del suo matrimonio. L'amico e confidente Klaus Voormann avrebbe descritto questo periodo nella vita di George Harrison come "un ovvio passo indietro" nel suo viaggio spirituale, mentre la moglie Pattie Boyd avrebbe scritto a posteriori: "Quell'intero periodo fu folle. Friar Park era un manicomio. Le nostre vite erano piene di alcol e cocaina, e così era anche per quelli che facevano parte del nostro giro all'epoca; ... George prendeva troppa cocaina e pensai che lo avesse cambiato." Harrison descrisse il suo comportamento dissoluto dell'epoca in Simply Shady e i suoi rimpianti per la relazione finita in So Sad.

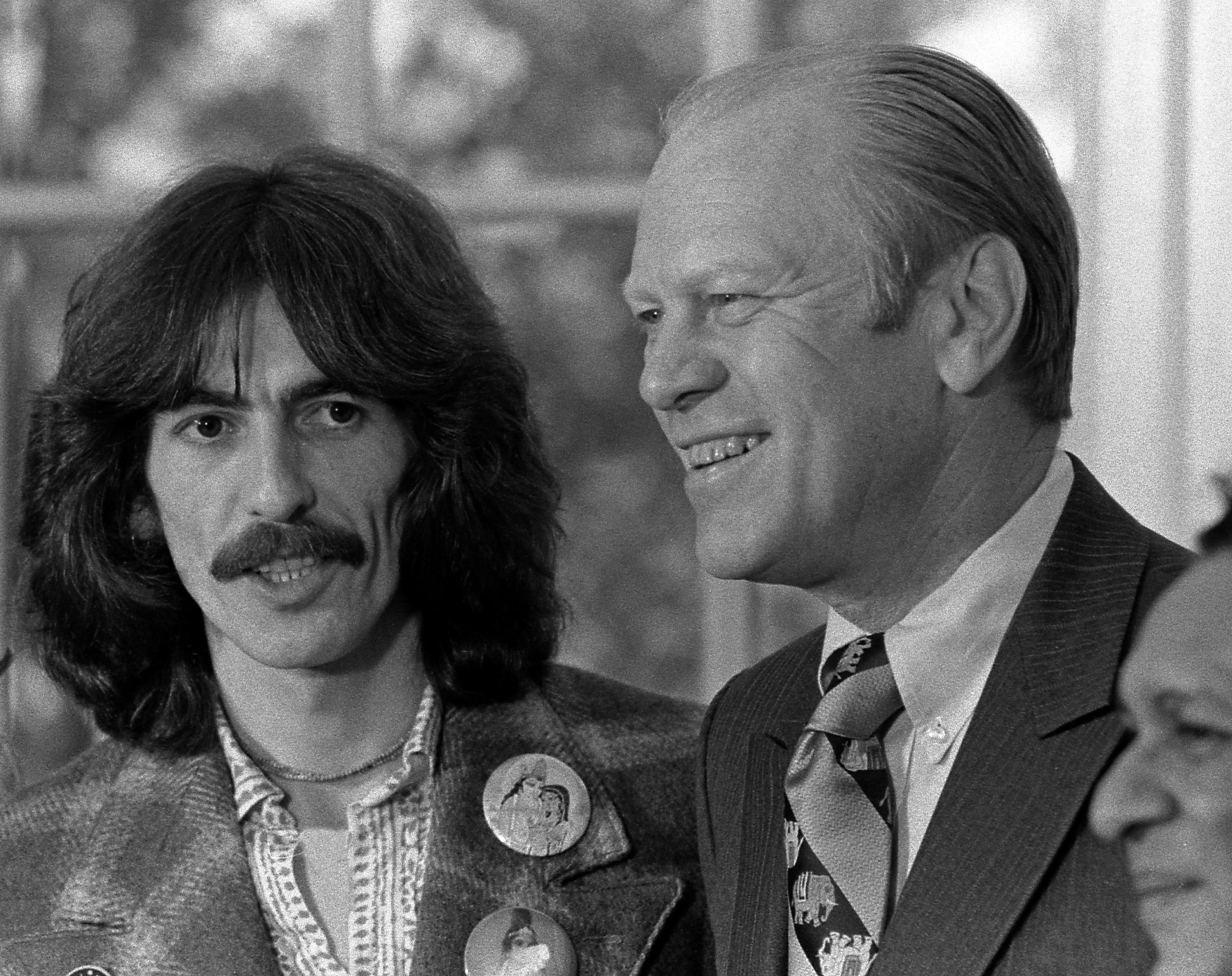
George Harrison e Ravi Shankar con il Presidente degli Stati Uniti Gerald Ford nel dicembre 1974.

Ferita dai continui tradimenti extraconiugali di George, Pattie lo lasciò per Eric Clapton nel luglio 1974, avendo però già avuto in precedenza una relazione clandestina con un altro degli amici del marito, Ron Wood dei The Faces. Entrambi gli episodi avrebbero trovato riscontro nell'album Dark Horse, che lo scrittore Simon Leng descrisse "una soap opera musicale, con estratti di vita rock, conflitti coniugali, amicizie perdute, ed incertezza personale". Nella sua riscrittura del classico degli Everly Brothers Bye Bye Love, Harrison dichiarò: «There goes our lady, with a-you-know-who / I hope she's happy, old Clapper too»; mentre nelle note interne del disco da lui compilate indicò scherzosamente la presenza di Pattie Boyd ai cori e di Eric Clapton alla chitarra, e tra i musicisti ospiti in Ding Dong, Ding Dong indicò Ron Wood con le parole "Ron Would If You Let Him" ("Ron vorrebbe se lo lasci fare"). Da parte sua, Harrison aveva iniziato una relazione sentimentale con la moglie di Ringo Starr, Maureen Starkey, e i tabloid britannici riportarono anche la notizia che l'ex-Beatle aveva intrecciato una relazione amorosa con la modella Kathy Simmons (ex-ragazza di Rod Stewart) e con Krissy Wood (moglie del chitarrista dei Faces). Poco tempo dopo la pubblicazione di Dark Horse, Harrison avrebbe risposto alle domande dei giornalisti circa la sua vita privata suggerendo loro di ascoltare il nuovo album, dichiarando: «è come Peyton Place».
L'adulterio fu inoltre il soggetto del lato B I Don't Care Anymore, e l'associazione musicale con Ron Wood portò alla canzone Far East Man. Questa composizione a due venne dapprima incisa per il disco solista di Wood, I've Got My Own Album to Do, e quando uscì in Dark Horse, segnò il primo consapevole tentativo di musica soul nella carriera solista di Harrison.
L'ispirazione per il canto devozionale indù It Is "He" (Jai Sri Krishna), fu il viaggio in India, del gennaio-febbraio 1974. A Benares, Harrison studiò con l'amico e mentore Shankar la sponsorizzazione in Occidente della musica classica indiana attraverso una tournée di un'orchestra di musicisti indostani, costituita da diciotto strumentisti. Il Ravi Shankar's Music Festival from India fu la realizzazione di un sogno per l'ex-Beatle, ma, come il suo dedicarsi all'album degli Splinter The Place I Love, avrebbe avuto un influsso negativo sulla qualità del suo stesso album.
In maggio, Harrison avrebbe sottoscritto un pre-accordo distributivo con la A&M Records per le uscite Dark Horse Records, anche se sarebbe rimasto sotto contratto con la Apple come artista solista, come anche gli altri ex-Beatles, fino al gennaio 1976. Dopo aver annunciato il Music Festival from India nel settembre 1974, Harrison confermò inoltre il suo tour negli Stati Uniti, insieme al gruppo di Ravi Shankar, durante il novembre e dicembre prossimi. Nonostante la sua ben nota avversione alle esibizioni dal vivo, Harrison sarebbe stato il primo tra i suoi ex compagni ad intraprendere un tour in Nord America; e le aspettative createsi, furono causa di enorme pressione psicologica per lui.

## Registrazione

### Novembre 1973
Le sessioni di registrazione di Dark Horse iniziarono nel novembre 1973, nel mezzo delle sessioni prolungatesi per The Place I Love, nello studio casalingo di Harrison a Friar Park, l'FPSHOT (acronimo di "Friar Park Studios, Henley-on-Thames"). Come avvenuto per Living in the Material World, Harrison produsse lui stesso le sessioni insieme a Phil McDonald nelle vesti di ingegnere del suono. Utilizzando la stessa formazione di musicisti di Material World costituita da Ringo Starr, Jim Keltner, Klaus Voormann, Gary Wright e Nicky Hopkins – Harrison incise le traccia base del suo sospirato "classico natalizio", Ding Dong, Ding Dong, e prime versioni delle canzoni Dark Horse, e So Sad. Inizialmente, Harrison aveva programmato di dare quest'ultimo brano ad Alvin Lee, e aveva preso parte alle sessioni del suo album On the Road to Freedom insieme a Ron Wood. Harrison, Lee e Wood aggiunsero tutti parti di chitarra solista a Ding Dong, nel primo tentativo da parte di Harrison di emulare il celebre Wall of Sound del suo ex-collaboratore Phil Spector. Queste sovraincisioni ebbero luogo in un periodo imprecisato dopo il ritorno di George dall'India all'inizio del marzo 1974, a giudicare dalla versione di Ding Dong senza aggiunte che Harrison inviò a David Geffen. So Sad avrebbe ricevuto un trattamento simile con l'aggiunta di abbondanti sovraincisioni, creando così un "racconto straziante", come definito da Harrison stesso, della "grande disperazione" da lui provata alla fine della relazione con Pattie Boyd.

### Aprile 1974
Dopo aver assistito a un concerto di Joni Mitchell al New Victoria Theatre di Londra, nell'aprile 1974, George era rimasto molto impressionato dal suo gruppo di supporto jazz-rock, i L.A. Express, guidati dal sassofonista e flautista Tom Scott, e invitò la band a Friar Park il giorno seguente. L'ensemble – Harrison, Scott, Robben Ford (chitarra), Roger Kellaway (tastiere), Max Bennett (basso) e John Guerin (batteria) – registrò un brano strumentale che sarebbe diventato la traccia d'apertura dell'Harrison–Shankar Tour, Hari's on Tour (Express). Simply Shady, scritta da Harrison mentre si trovava a Bombay, fu anch'essa registrata il giorno successivo. Scott si trattenne a Friar Park e aggiunse varie parti di strumenti a fiato a Ding Dong, Ding Dong e agli altri due nuovi brani appena registrati.
Harrison dedicò i mesi seguenti alla Dark Horse Records, partecipando a varie riunioni d'affari, e alla produzione del film Little Malcolm per la Apple Films. Sebbene il film rimase invischiato nel "divorzio" dei Beatles, come disse in seguito il regista Stuart Cooper;  la pellicola venne presentata al Festival internazionale del cinema di Berlino del 1974 vincendo l'Orso d'argento. In agosto, Harrison andò in vacanza in Spagna con la modella Kathy Simmons prima di tornare in Inghilterra alla fine del mese.

### Friar Park: agosto–settembre 1974
George riprese le sessioni per l'album a fine agosto, lavorandoci all'inizio di settembre insieme a quattro musicisti che aveva scritturato per l'imminente tour: il vecchio amico Billy Preston alle tastiere; Tom Scott, che sarebbe stato il band leader del tour; e la sezione ritmica costituita da Andy Newmark e Willie Weeks, entrambi conosciuti da Harrison mentre lavoravano all'album di Ron Wood in luglio. Harrison incise Māya Love, Far East Man e It Is "He" (Jai Sri Krishna) con questo gruppo di musicisti statunitensi. Inoltre registrarono anche un brano chiamato His Name Is Legs, che Harrison decise di mettere da parte per Extra Texture, il suo album successivo del 1975. Circa in questo periodo, Shankar arrivò a Londra con la sua orchestra di musicisti indiani che comprendeva Hariprasad Chaurasia, Shivkumar Sharma, Alla Rakha, T.V. Gopalkrishnan, L. Subramaniam, Sultan Khan e Lakshmi Shankar.
Il 23 settembre, Harrison introdusse Shankar sul palco della Royal Albert Hall di Londra per il debutto della sua orchestra di musica classica indiana, per poi accompagnarli successivamente in un breve tour europeo. A questo punto, Harrison aveva ancora la maggior parte del suo album da finire, e le prove del suo tour dovevano iniziare a Los Angeles in ottobre. Quando Harrison arrivò a Los Angeles, era ormai praticamente senza voce, ma siccome sarebbe stata "un'eresia nel mondo del music business" iniziare un tour senza un nuovo album da promuovere, egli fu costretto a completare le registrazioni durante le prove, sebbene soffrisse di una forte forma di laringite.

### Los Angeles: ottobre 1974
Usando gli A&M Studios di Hollywood come base per le successive tre settimane, Harrison registrò con la sua tour band, che, insieme a Scott, Preston, Weeks e Newmark, incluse il chitarrista dei L.A. Express Robben Ford, Jim Horn e Chuck Findley, e il percussionista jazz Emil Richards. Anche Jim Keltner partecipò alla tournée ma non si aggregò al gruppo fino alla fine di novembre. Oltre al materiale di Harrison, furono provati anche brani sparsi di Preston e Scott da eseguire durante lo show. In una curiosa fusione di culture musicali, Harrison, Scott e Richards provarono insieme all'orchestra di Shankar qualche pezzo di musica indiana.
Oltre a provare di giorno, Harrison completò in fretta i brani registrati in Inghilterra, e mixò l'album. Horn e Findley sovraincisero i flauti. Gli autori di Eight Arms to Hold You Chip Madinger e Mark Easter suggerirono che la maggior parte delle tracce vocali di Dark Horse furono incise in questo periodo – situazione che costrinse Harrison a sforzare la voce già compromessa, rimanendo così quasi completamente rauco nel bel mezzo del tour. Alla fine gli fu diagnosticata una laringite. Secondo Tom Scott, Harrison registrò Bye Bye Love da solo una notte agli A&M, aggiungendo una gran varietà di strumenti alla sua parte di chitarra acustica, inclusi sintetizzatore Moog, batteria, pianoforte elettrico e parti di chitarra elettrica. I Don't Care Anymore è un altro brano inciso principalmente a Los Angeles dal solo George.
Sebbene avesse avuto l'intenzione di completare la versione di Dark Horse incisa a Friar Park con Voormann e Starr, Harrison decise in seguito di ri-registrare la canzone dal vivo con i membri della sua tour band, agli A&M Studios. La sessione ebbe luogo il 30 o 31 ottobre, con Norm Kinney come ingegnere del suono.

## Copertina

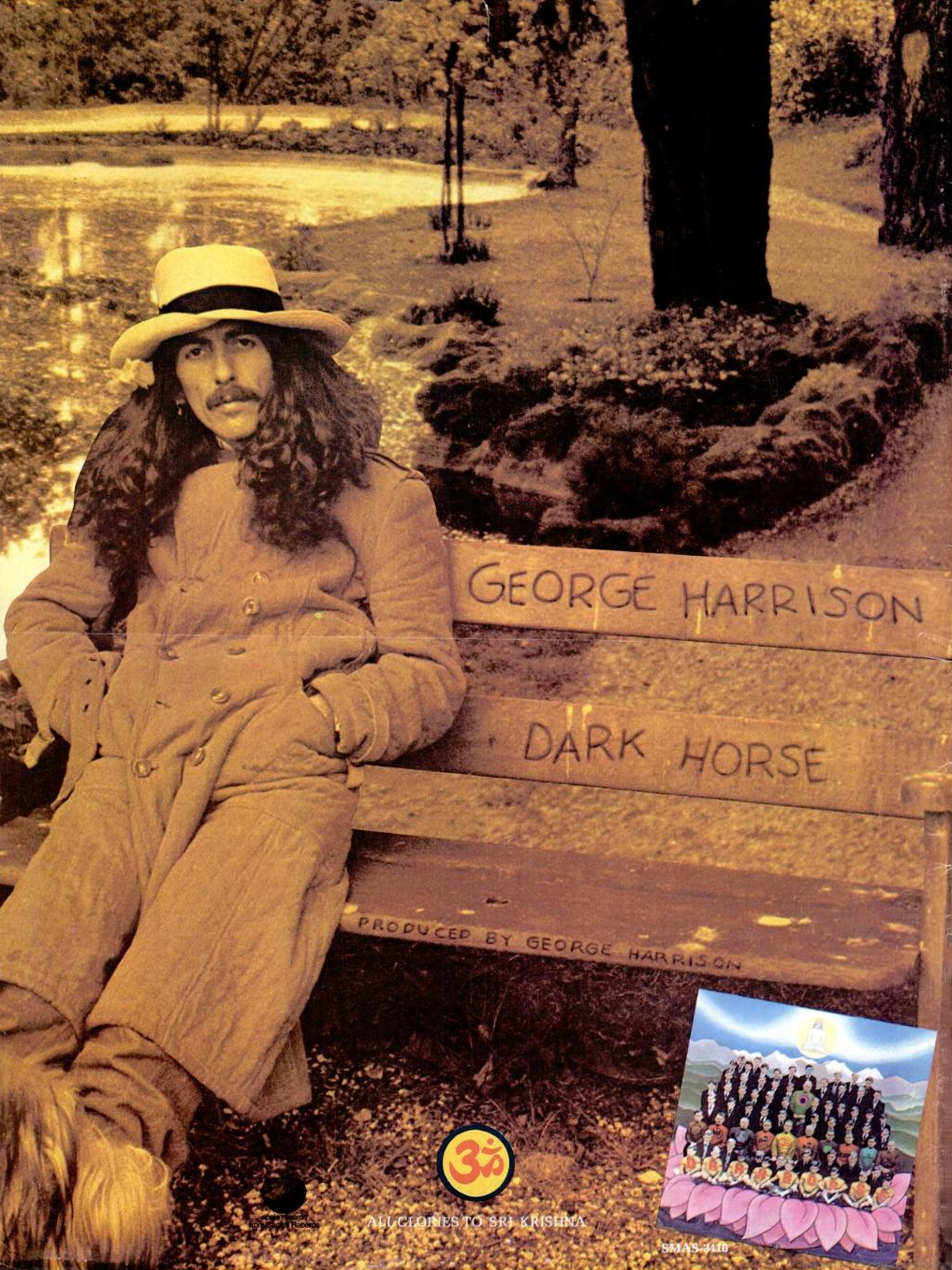
Pubblicità su Billboard per la pubblicazione dell'album Dark Horse

La copertina opera di Tom Wilkes per Dark Horse mostra una fotografia del 1956 di una classe del Liverpool Institute presentata all'interno di un enorme fiore di loto, dietro al quale si estende un paesaggio Himalayano all'orizzonte, dove campeggia seduto lo "Yogi immortale", Shiv-Goraksha Babaji. Se alcuni osservatori hanno riscontrato delle similitudini con l'iconica copertina dell'album Sgt. Pepper's Lonely Hearts Club Band dei Beatles, la scelta di Harrison riflette piuttosto la sua ammirazione per il lavoro di animazione di Terry Gilliam per il programma Monty Python's Flying Circus. Nella foto, un tredicenne George Harrison è raffigurato al centro della fila più in alto, con la faccia tinta di azzurro; gli insegnanti appaiono vestiti in magliette a maniche lunghe con il logo della compagnia discografica sovrapposto o il simbolo dell'Oṃ (ॐ). Wilkes e Harrison erano discordanti circa la grandezza dell'immagine di Babaji, che George avrebbe voluto più grande.
Nell'interno di copertina, è presente una foto di Harrison e dell'attore comico Peter Sellers che passeggiano per i giardini di Friar Park nei pressi di un laghetto. L'immagine è circondata da una cornice con una scritta in inglese arcaico che recita: «Wanderer through this Garden's ways to "Be kindly" and refrain from casting "Revengeful stones" if "perchance an Imperfection thou hast found", the reason being: "The Gardener toiled to make his Garden fair, Most for thy Pleasure» ("Al vagabondo che attraversa questo giardino è stato chiesto di essere gentile e di astenersi dal lanciare pietre vendicative se per caso trovasse qualche imperfezione, poiché il giardiniere ha lavorato sodo nel fare questo giardino, in gran parte per il vostro diletto"). Questa implicita richiesta di tolleranza fu ridicolizzata da critici come Roy Carr e Tony Tyler, che la definirono una "lastra di autocommiserazione indesiderata". Nell'immagine appare anche una nuvoletta dei fumetti uscire dalla bocca di Peter Sellers, in cui si può leggere: «Well, Leo! What say we promenade through the park?» ("Bene, Leo! Che ne dici di fare una passeggiata nel parco?"), una frase tratta dal film Per favore, non toccate le vecchiette di Mel Brooks, uno dei preferiti da Harrison e Sellers.
Sul retro di copertina, Harrison è mostrato seduto su una panchina nel giardino di Friar Park, e sulla panchina sono stati incisi apparentemente il suo nome e il titolo dell'album. George è vestito in una maniera simile alle scene in esterni del video della canzone Ding Dong, Ding Dong, abbigliamento descritto da Leng che lo "fa assomigliare al personaggio del vagabondo del disco Aqualung dei Jethro Tull". La foto, opera di Terry Doran, è virata in colore arancione, e fu utilizzata anche per la copertina delle versioni europee dei 45 giri Ding Dong e Dark Horse.
Le note interne di Dark Horse furono scritte personalmente da Harrison durante un volo all'inizio del tour. Insieme al primo credito ufficiale per gli studi FPSHOT, e alla dedica "All glories to Sri Kṛṣṇa", George inserì anche dei piccoli scherzi nella lista dei musicisti che avevano suonato sul disco. Oltre a creare confusione con l'inclusione dei nomi di Boyd e Clapton (che portarono qualcuno a credere che effettivamente i due avessero contribuito alla traccia), il titolo del brano Bye Bye Love è giustapposto alle parole "Hello Los Angeles", mentre "OHLIVERE" è un riferimento alla nuova amante di Harrison e sua futura moglie, la segretaria della Dark Horse Records Olivia Arias. Nei crediti di Ding Dong, a parte la citazione di "Ron Would If You Let Him" alla chitarra, è presente anche il nome del proprietario originale di Friar Park, Sir Frank Crisp, accreditato per aver fornito "spirito".

## Pubblicazione
Piuttosto che introdurre subito al pubblico le sue nuove sonorità jazz-funk, Dark Horse venne pubblicato a due terzi della tournée di Harrison che già gli aveva alienato la simpatia della maggior parte dei critici musicali. La critica aveva "massacrato" la scelta di Harrison di riarrangiare alcuni brani dei Beatles e le sue prestazioni vocali – giudicate non all'altezza del suo passato. Tuttavia, Tom Scott, Keltner, Weeks, Horn, Newmark e Richards identificarono tutti il "Dark Horse Tour" come uno dei vertici della loro carriera, e alcuni commentatori riconobbero nella musica suonata un fattore precursore della world music. Ma le critiche negative si concentrarono anche sulla scelta di Harrison di concedere un così largo spazio alla "parte indiana" del concerto, affidata ai musicisti di Ravi Shankar; inappropriata durante un concerto di musica rock secondo taluni, e ritenuta insopportabilmente noiosa secondo altri.
Sulla scia della pubblicazione del singolo Dark Horse, a metà novembre, l'album venne pubblicato il 9 dicembre 1974 negli Stati Uniti (n. cat. Apple SMAS 3418). In Gran Bretagna, il singolo apripista fu invece Ding Dong, e l'uscita di Dark Horse venne posticipata al 20 dicembre (con num. di catalogo Apple PAS 10008). La pubblicazione del disco nel Regno Unito coincise con la data finale del tour, svoltasi al Madison Square Garden di New York, e avvenne il giorno dopo che Harrison e Paul McCartney firmarono ufficialmente le carte legali per la dissoluzione della società Beatles, al Plaza Hotel. All'inizio Dark Horse vendette abbastanza bene negli Stati Uniti, venendo certificato disco d'oro sulla base delle prenotazioni e raggiungendo il quarto posto nella classifica Billboard 200. Le vendite totali furono di circa 750.000 copie, ma il disco rimase in classifica solo diciassette settimane, un tempo relativamente breve per l'epoca. In Canada, il disco raggiunse la posizione numero 42 all'inizio del febbraio 1975 prima di uscire velocemente dalla RPM Top 100.
Dark Horse fallì l'entrata in classifica in Gran Bretagna nella UK's Top 50 Albums Chart. Questo non fu soltanto un risultato deludente per un ex membro dei Beatles – ma anche l'inizio del drastico declino commerciale della carriera di Harrison, dopo i suoi grandi successi dei primi anni settanta.

## Tracce
Lato A
1. Hari's on Tour (Express) – 4:43 (Harrison)
2. Simply Shady – 4:38 (Harrison)
3. So Sad – 5:00 (Harrison)
4. Bye Bye Love – 4:08 (Bryant-Bryant-Harrison)
5. Māya Love – 4:24 (Harrison)

Lato B
1. Ding Dong, Ding Dong – 3:40 (Harrison)
2. Dark Horse – 3:54 (Harrison)
3. Far East Man – 5:52 (Harrison-Wood)
4. It Is "He" (Jai Sri Krishna) – 4:50 (Harrison)

Bonus tracks della ristampa del 2014
1. I Don't Care Anymore – 2:44 (Harrison)
2. Dark Horse (Demo version) – 4:25 (Harrison)

## Formazione
- George Harrison – voce (2–9), chitarra acustica ed elettrica (1–9), sintetizzatore Moog (4, 9), clavinet (3, 4, 6), organo (6), basso (4), percussioni (4, 5, 6, 9), gubgubbi (9), batteria (4), cori (2–6, 8, 9)
- Tom Scott – sassofono (1, 2, 5, 6, 8), flauto (7, 9), arrangiamento fiati (1, 2, 5, 6, 8), organo (1)
- Billy Preston – pianoforte elettrico (5, 7, 8), organo (9), piano (9)
- Willie Weeks – basso (3, 5, 7–9)
- Andy Newmark – batteria (5, 7–9), percussioni (8)
- Jim Keltner – batteria (3, 6, 7)
- Robben Ford – chitarra elettrica (1, 2), chitarra acustica (7)
- Jim Horn – flauto (7, 9)
- Chuck Findley – flauto (7, 9)
- Emil Richards – percussioni (7, 9)
- Ringo Starr – batteria (3, 6)
- Klaus Voormann – basso (6)
- Gary Wright – piano (6)
- Nicky Hopkins – piano (3)
- Roger Kellaway – piano (1, 2), organo (2)
- Max Bennett – basso (1, 2)
- John Guerin – batteria (1, 2)
- Ron Wood – chitarra elettrica (6)
- Alvin Lee – chitarra elettrica (6)
- Mick Jones – chitarra acustica (6)
- Lon & Derrek Van Eaton – cori (7)

## Accoglienza
| Recensione       | Giudizio |
| ---------------- | -------- |
| AllMusic         | [ 132 ]  |
| Rolling Stone    | [ 133 ]  |
| Blender          | [ 134 ]  |
| Robert Christgau | C-       |
| Ondarock         | [ 136 ]  |
| Mojo             | [ 137 ]  |
| MusicHound Rock  | [ 138 ]  |
| Uncut            | [ 139 ]  |
| Music Story      | [ 140 ]  |

L'album in questione è considerato da molti critici uno dei peggiori della discografia di Harrison, soprattutto a causa delle parti vocali. Altri si sono invece concentrati sulla buona qualità di alcune composizioni o sulle ottime parti di chitarra (sicuramente tra le migliori della sua carriera). Mediando tra le posizioni si può dire che le canzoni di Dark Horse avevano un certo potenziale, ma furono registrate troppo in fretta e in condizioni particolarmente sfavorevoli, rendendo l'album meno interessante di quanto avrebbe potuto essere.
In una recensione dal titolo "Transcendental Mediocrity", Jim Miller di Rolling Stone definì Dark Horse un "album disastroso" coinciso con un "tour disastroso", e un "lavoro scadente, brutto in modo imbarazzante". Sempre secondo Miller, i musicisti sull'album erano solo "competenti professionisti di studio", e lo stile chitarristico di Harrison: "rudimentale". In netto contrasto con le lodi sprecate dalla stessa rivista in occasione dell'uscita di Living in the Material World un anno prima, Rolling Stone definì Dark Horse la "cronaca di un performer fuori dal suo elemento, giunto a un punto morto, che abusa del suo sopravvalutato talento nella fretta di far uscire un nuovo LP", e aggiunse: "George Harrison non è mai stato un grande artista; ... la domanda è se possa o meno tornare ad essere ancora un intrattenitore professionista." Bob Woffinden di NME derise la scrittura, la produzione e la voce di Harrison, accanendosi particolarmente su due tracce inerenti alla travagliata vita privata dell'autore, Simply Shady e So Sad. Woffinden concluse: "Trovo Dark Horse il prodotto di un completo egoista – qualcuno il cui universo è limitato a se stesso. E ai suoi guru;... Ripeto che questo album è totalmente incolore. Solo robaccia senza senso." Scrivendo sul The Village Voice nel gennaio 1975, Robert Christgau biasimò la "transustanziazione" dell'album e derise specialmente il testo di Māya Love.
Ci furono anche alcune critiche favorevoli a Dark Horse, per esempio la rivista Billboard ritenne il disco l'uscita più importante della settimana, e il recensore descrisse l'album "eccellente" e lo paragonò all'acclamato All Things Must Pass del 1970. Brian Harrigan di Melody Maker disse che Harrison aveva creato "una nuova categoria musicale – il Country & Eastern" e lodò il suo modo di suonare la chitarra slide. Anche se trovò qualche traccia sottotono, Harrigan scrisse: "Yep, il Sacro Cowboy ha prodotto un buon disco." Sulla rivista Circus Raves, Michael Gross descrisse Dark Horse un degno rivale di All Things Must Pass in termini di qualità, che a tratti lo "superava anche". Gross indicò So Sad come uno dei vertici dell'album e descrisse Ding Dong, Ding Dong, Dark Horse e Far East Man: "tutte, semplicemente, buone canzoni". Sue Byrom del Record Mirror scrisse che, a parte Hari's on Tour, il primo lato dell'LP era eccessivamente legato all'imitazione dei temi musicali e lirici dell'epoca di All Things Must Pass, e che l'album "decollava veramente solo a partire da Ding Dong".